# Pio Enea II Obizzi

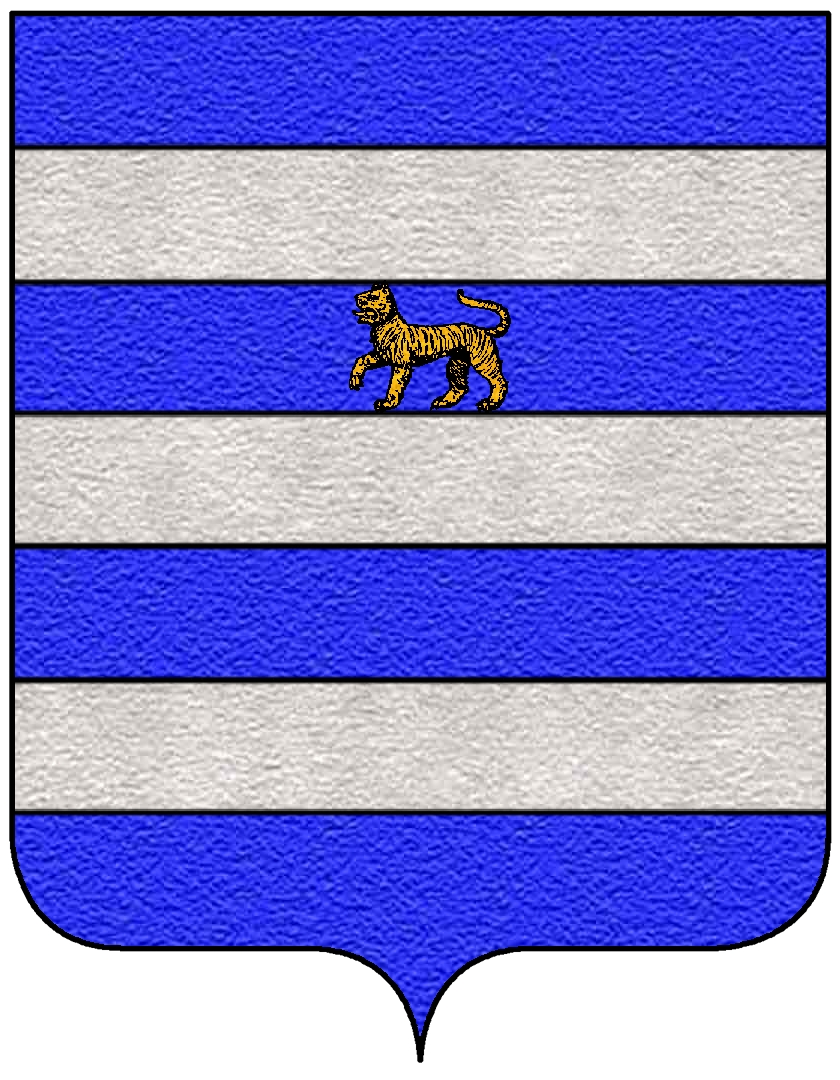
Stemma degli Obizzi (Padova)

Il marchese padovano Pio Enea II degli Obizzi (Battaglia, 4 agosto 1592 – Battaglia, 17 settembre 1674) è stato un librettista italiano del nascente melodramma seicentesco.

## Biografia
Nato nel Castello del Catajo, si adoperò per effettuare ristrutturazioni, ampliamenti e abbellimenti all'edificio.
La consorte era Lucrezia Dondi dall'Orologio, vittima di un efferato omicidio avvenuto nel Palazzo Obizzi nel 1654.
Nel 1636 scrisse il libretto dell'opera-torneo Ermiona (con musiche di Giovanni Felice Sances) ordinando l'allestimento in un teatro ligneo appositamente costruito in una sala a Prà della Valle, avvalendosi del progetto e della scenografia di un allievo di Gian Battista Aleotti, Alfonso Rivarola detto il Chenda. Il successo dell'Ermiona incoraggiò l'anno seguente la preparazione a Venezia del melodramma l'Andromeda, su libretto di Bernardo Ferrari e musiche di Francesco Manelli.
La passione per l'arte teatrale lo portò ad edificare a Padova nel 1652 – come ricorda una lapide oggi affissa sullo stabile – un teatro che, dopo varie vicissitudini, venne infine ricostruito nelle forme attuali nel 1941 con il nome di  Cinema Teatro Concordi. L'edificio è situato all'incrocio tra Via San Martino e Solferino e, appunto, Via degli Obizzi, nei pressi del Duomo.
Nel restauro del Cortile dei Giganti del Castello del Catajo, concluso nel 2019, sono riemersi gli affreschi commissionati da Pio Enea II e realizzati da Pietro Antonio Cerva e Ippolito Ghirlanda che facevano da scenografia per le rappresentazioni teatrali all'aperto.
Morì al Catajo il 17 settembre 1674 e fu sepolto nella Basilica di Sant'Antonio di Padova.